# Maison commémorative à Toponica
La maison commémorative à Toponica (en serbe cyrillique : Спомен кућа у Топоници ; en serbe latin : Spomen kuća u Toponici) se trouve à Toponica,dans la municipalité de Knić et dans le district de Šumadija, en Serbie. Elle est inscrite sur la liste des monuments culturels protégés de la république de Serbie (identifiant no SK 438).

## Présentation
La maison a été construite au XIXe siècle sur un terrain en pente, si bien qu'une partie du bâtiment est soutenu par de hautes fondations qui ont permis l'installation d'un sous-sol. Le toit à quatre pans, en pente douce, et recouvert de tuiles et est dominé par une cheminée.
Cette maison est l'un des bâtiments les plus importants de la période de la lutte de libération nationale (NOR) dans la région de la Gruža. En 1941, elle a servi de siège au Détachement de Partisans de Kragujevac ; après cela y ont séjourné de nombreux chefs et soldats de la NOR venus de toute la Serbie.
Sur la façade principale du bâtiment une plaque commémorative en marbre blanc rappelle les événements qui y ont eu lieu en 1941.